# Верхнесвирское водохранилище
Верхнесви́рское водохранилище — искусственный водоём. Водохранилище расположено на реке Свирь в Ленинградской, Вологодской областях и в Республике Карелии.
Водохранилище образовано в 1953 году на реке Свирь в результате строительства Верхне-Свирской ГЭС.
Площадь — 116 км²; с учётом Онежского озера площадь составляет 9840 км². Объём полный — 295 км³, полезный объём — 13 км³. Наибольшая глубина — 120 м. Площадь водосбора — 57 300 км². Спроектировано институтом Ленгидропроект.
Основная часть полезного объёма водохранилища (96 %) сосредоточена в Онежском озере.
Речная часть водохранилища состоит из трёх основных участков:
- от Онежского озера до Ивинского разлива (0‒36,0 км от истока р. Свирь);
- Ивинский разлив (36,0‒46,5 км от истока);
- от Ивинского разлива до створа Верхне-Свирской ГЭС (46,5‒96,7 км от истока)